# NGC 47
NGC 47は、くじら座の方向にある棒渦巻銀河で、1886年にエルンスト・テンペルによって発見された。同年10月21日にルイス・スウィフトが再発見し、テンペルの発見を知らずに届け出たため、NGC 58という名前が重複して与えられた。楕円の明るい核を持つ小さな渦巻状に見える。

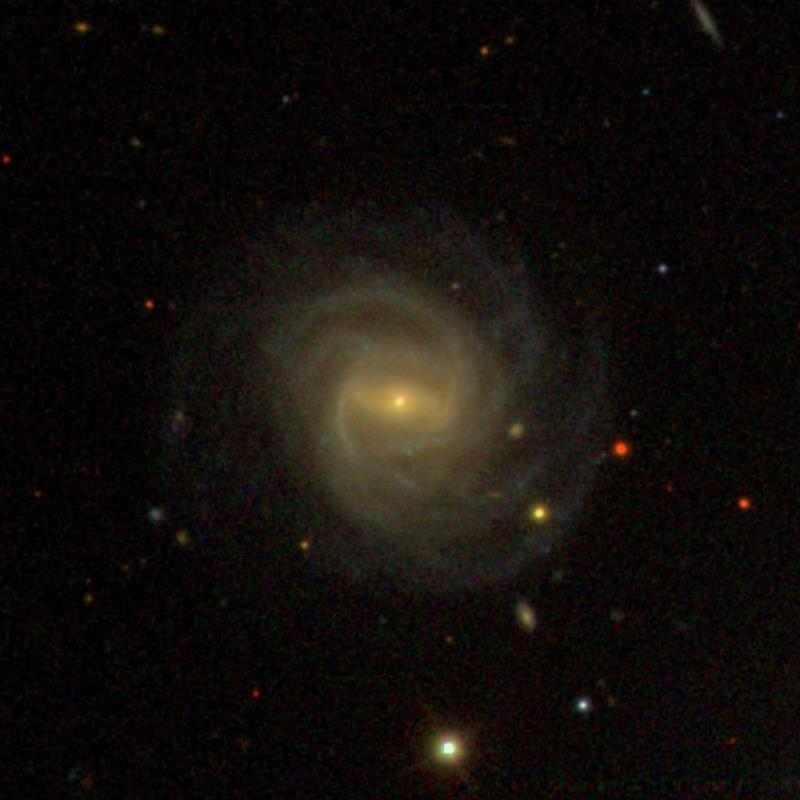
NGC 47(SDSS撮影)。